# Norra Julingstjärnen
Norra Julingstjärnen är en sjö i Hudiksvalls kommun i Hälsingland och ingår i Delångersåns huvudavrinningsområde. Sjön är 5,5 meter djup, har en yta på 0,018 kvadratkilometer och befinner sig 321 meter över havet.